# Ommastrephidae

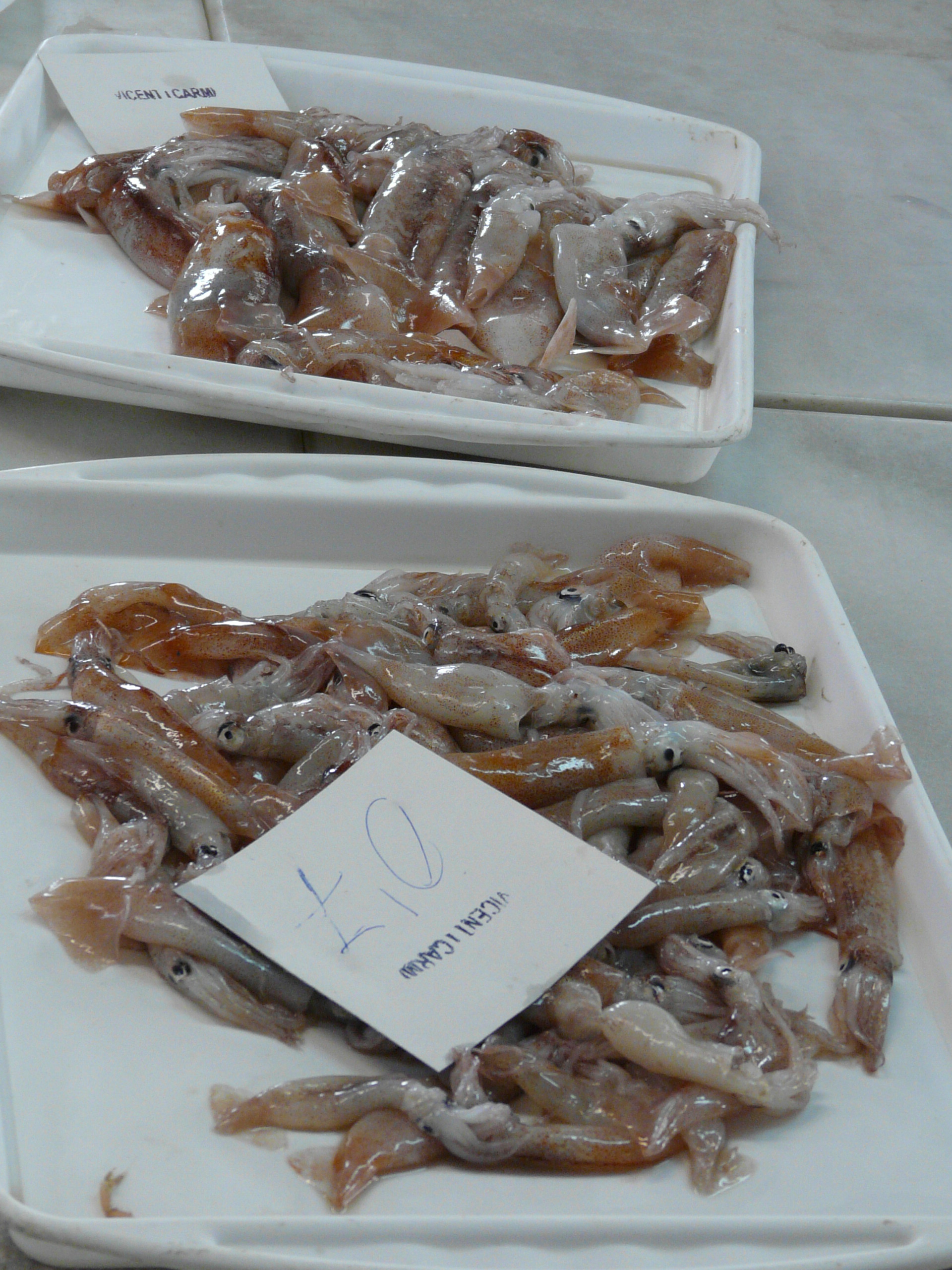
Pasamar preparado para subasta al público en El Campello (Alicante).

Los omastréfidos (Ommastrephidae) son una familia de moluscos cefalópodos del orden Teuthida, que se llaman comúnmente como pota. Tienen una amplia distribución global y se pescan extensamente por ser usados como alimento.
Algunas especies de esta familia se conocen también por su vuelo a chorro, debido a esta característica se les llama también calamares volador.

## Anatomía
Las potas poseen dos branquias, un sistema circulatorio cerrado formado por un corazón sistémico y dos corazones branquiales.
El cuerpo se destaca por un manto torpediforme estrecho y alargado a cuyos lados se encuentran dos aletas carnosas triangulares que suponen un tercio total de la longitud corporal, tales aletas se reúnen en el ápice posterior del manto. En la parte delantera la porción cefálica, con dos ojos muy evolucionados, se prolonga en ocho tentáculos y dos más se prolongan hasta alcanzar casi la misma longitud del manto, poseen cuatro hileras de ventosas en los extremos.  La pota común es de color rosado claro con pequeñas manchas violáceas o rojizas y azuladas por lo cual se mimetiza muy bien en el agua marina. Cuando este animal se siente atacado expele una tinta o sepia de color marrón muy oscuro.

## Hábitos
Su alimentación es netamente carnívora, estando constituida por peces pelágicos, crustáceos e invertebrados en general.
Habita en las aguas del Océano Atlántico, Mar Mediterráneo y del Océano Pacífico desde zonas casi superficiales hasta una profundidad de por lo menos 800 m, durante la noche tiende a ascender a las aguas superficiales, esto hace que su pesca se realice preferentemente en horas nocturnas mediante poteras que realizan la captura con redes de arrastre.

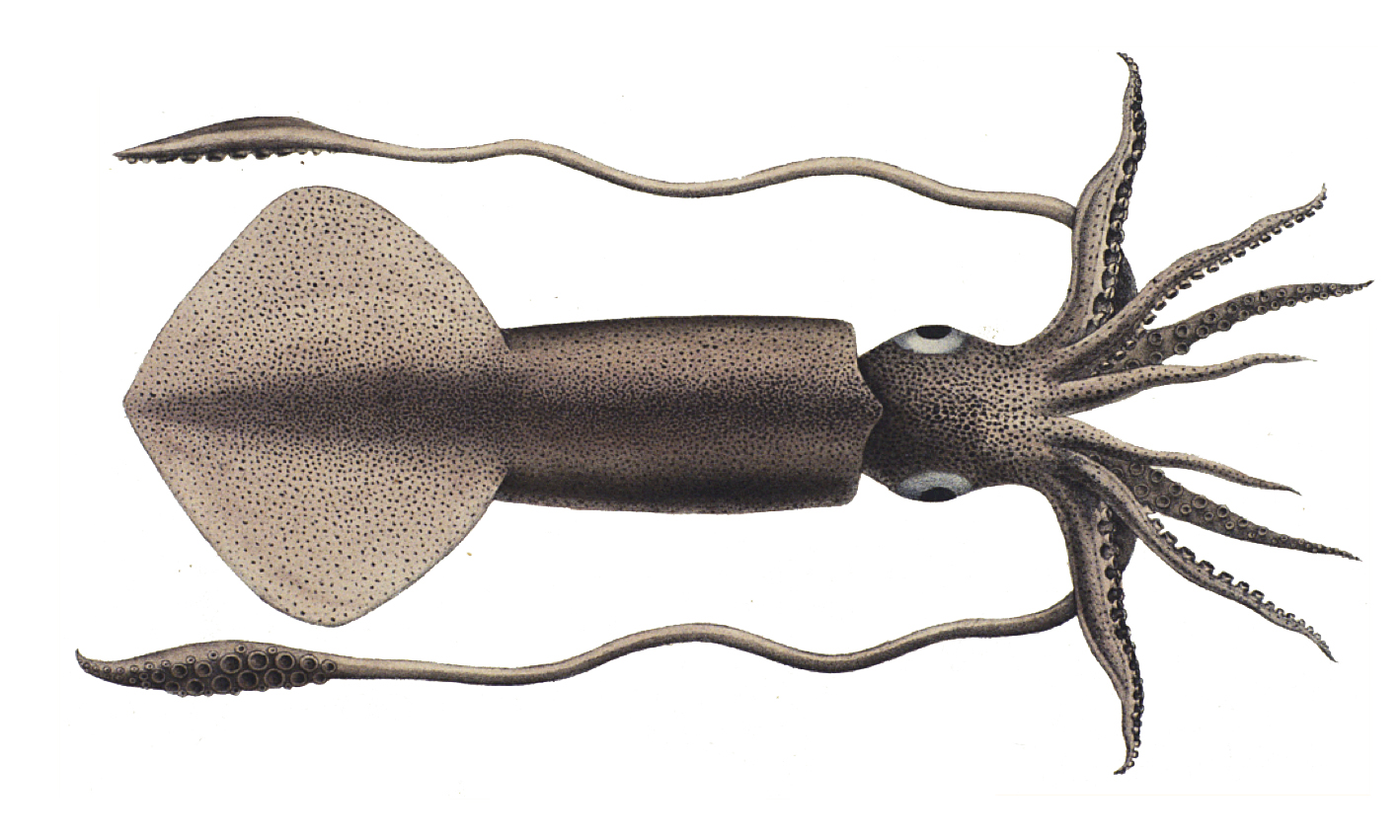
Todarodes sagittatus

Todos los ommastréfidos son depredadores activos. Sus brazos y tentáculos poseen dientes afilados que utilizan para agarrar y atraer presas a sus bocas picudas.

## Taxonomía
Ommastrephidae fue establecido por primera vez por el zoólogo danés Japetus Steenstrup en 1857. Se clasifica en el suborden Oegopsina del orden Teuthida. Se divide en cinco subfamilias que a su vez se subdividen en 11 géneros y más de 20 especies.
- Familia Ommastrephidae

- Subfamilia Illicinae

- Género Illex

- Illex argentinus, calamar argentino
- Illex coindetii, calamar de aleta corta del sur
- Illex illecebrosus, calamar del norte
- Illex oxygonius, calamar de aleta corta de cola afilada

- Subfamilia Ommastrephinae

- Género Dosidicus

- Dosidicus gigas, calamar de Humboldt, calamar volador gigante o calamar gigante

- Género Eucleoteuthis

- Eucleoteuthis luminosa, calamar rayado o calamar volador luminoso

- Género Hyaloteuthis

- Hyaloteuthis pelagica, calamar volador vidrioso

- Género Ommastrephes

- Ommastrephes bartramii, calamar volador neón o calamar volador rojo
- Ommastrephes brevimanus
- Ommastrephes caroli
- Ommastrephes cylindraceus

- Género Sthenoteuthis

- Sthenoteuthis oualaniensis, calamar de espalda morada o calamar volador de espalda morada
- Sthenoteuthis pteropus, calamar de espalda naranja o calamar volador de espalda naranja

- Subfamilia Ornithoteuthinae

- Género Ornithoteuthis

- Ornithoteuthis antillarum, calamar ave del Atlántico
- Ornithoteuthis volatilis, calamar pájaro brillante

- Subfamilia Todarodinae

- Género Martialia

- Martialia hyadesii, calamar volador de siete estrellas

- Género Nototodarus

- Nototodarus gouldi, calamar volador de Gould
- Nototodarus hawaiiensis  calamar volador hawaiano
- Nototodarus sloanii, calamar volador de Wellington o calamar flecha de Nueva Zelanda

- Género Todarodes

- Todarodes angolensis, calamar volador de Angola
- Todarodes filippovae, calamar volador antártico
- Todarodes pacificus, calamar volador japonés o calamar común japonés
- Todarodes pusillus, pequeño calamar volador
- Todarodes sagittatus, calamar volador europeo

Subfamilia Todaropsinae
- Género Todaropsis

- Todaropsis eblanae, calamar volador menor